# Robert Ier de Clermont
Pour les articles homonymes, voir Robert Ier.
Ne doit pas être confondu avec Robert de Clermont.
Robert Ier est cité comme vicomte d’Auvergne lors de la donation que fait le comte d’Auvergne, Acfred, au monastère de Sauxillanges en 927, puis à nouveau lors de la fondation du monastère de Chanteuges en 936, avec le duc d’Aquitaine et comte d’Auvergne Raymond III de Toulouse, dit Pons. Il est probablement mort en 962.
Il est le fils d'Armand et le père de Robert II, vicomte d’Auvergne, et d'Étienne II, évêque de Clermont.